# Liste der Staatsstraßen in der Oberpfalz
Diese Liste der Staatsstraßen in der Oberpfalz ist eine Auflistung der Staatsstraßen in der zu Bayern gehörenden Oberpfalz. Als Abkürzung für diese Staatsstraßen dient die Abkürzung St. Die weiteren bayerischen Staatsstraßen stehen auf den folgenden Seiten:
- Liste der Staatsstraßen in Mittelfranken
- Liste der Staatsstraßen in Niederbayern
- Liste der Staatsstraßen in Oberbayern
- Liste der Staatsstraßen in Oberfranken
- Liste der Staatsstraßen in Schwaben
- Liste der Staatsstraßen in Unterfranken

Die Bundesautobahnen und Bundesstraßen werden gestalterisch hervorgehoben.

## Liste
Der Straßenverlauf wird in der Regel von Nord nach Süd und von West nach Ost angegeben.
| Nr.      | Verlauf |
| -------- | --- |
| St 2040  | in Sulzbach-Rosenberg – Poppenricht – Amberg – St 2165 – Krumbach – Engelsdorf – Paulsdorf – Etsdorf – Trisching – Schmidgaden – St 2156 – Nabburg – St 2156 – Diendorf – Höflarn – Willhof – St 2159 – Altendorf – Zangenstein – St 2159 – Girnitz – Schwarzhofen – St 2398 – Neunburg vorm Wald – St 2151 – Zeitlarn – Unterlangenried – Meißenberg – St 2150 – Hansenried – Stamsried – Freundelsdorf – Pösing – in Wetterfeld |
| St 2041  | St 2394 in Beratzhausen – Unterpfraundorf – Oberpfraundorf – Grünschlag – Dallackenried – St 2165 |
| St 2111  | in Obertraubling – Niedertraubling – Mangolding – St 2329 – Tiefbrunn – Moosham – Sengkofen – Taimering – Oberehring – Sünching – St 2146 – Hardt – Bezirksgrenze – (St 2111 in Niederbayern) |
| St 2120  | (St 2120 in Oberfranken) – Bezirksgrenze – Oberlenkenreuth – Heinersreuth – St 2122 – Wölkersdorf – Kirchenthumbach – – … – Truppenübungsplatz Grafenwöhr – … – Sorghof – St 2166 – St 2123 – Schlicht – Hohenzant – Hahnbach – Kötzersricht – |
| St 2121  | St 2177 in Waldershof – St 2170 – Poppenreuth – St 2169 – Friedenfels – Schmierofen – Thumsenreuth – Krummennaab – Burggrub – St 2181 |
| St 2122  | St 2120 in Heinersreuth – Naslitz – Schlammersdorf – Ernstfeld – Moos – in Eschenbach in der Oberpfalz |
| St 2123  | St 2120 – Vilseck – Ebersbach – Kleinschönbrunn – Großschönbrunn – in Hirschau |
| St 2125  | in Regensburg – Schwabelweis – Tegernheim – Donaustauf – St 2145 – Sulzbach an der Donau – Demling – Bach an der Donau – Frengkofen – Kruckenberg – St 2146 – Wiesent – Wörth an der Donau – Tiefenthal – Hofdorf – Bezirksgrenze – (St 2125 in Niederbayern) |
| St 2132  | in Chamerau – Lederdorn – Gadsdorf – Bad Kötzting – St 2140 – St 2139 – St 2140 – Grub – Hofern – Wölkersdorf – Bärndorf – Traidersdorf – Matzelsdorf – Bezirksgrenze – (St 2132 in Niederbayern) |
| St 2138  | St 2140 in Beckendorf – Schönbuchen – Gotzendorf – Hohenwarth – St 2138n – Vogelwiese – Arrach – St 2326 – St 2154 in Lam |
| St 2138n | St 2140 – St 2138 |
| St 2139  | Bezirksgrenze – (St 2139 in Niederbayern) – Wettzell – St 2132/St 2140 in Bad Kötzting |
| St 2140  | Bezirksgrenze – (St 2140 in Niederbayern) – – Miltach – Kreuzbach – Gmündt – St 2132 – St 2139 – St 2132 – Bad Kötzting – St 2138 – Beckendorf – Feßmannsdorf – Grafenwiesen – St 2138n – Rimbach – Madersdorf – St 2161 – Oberdörfl – Schwarzenberg – Ritzenried – St 2154 – Eschlkam – St 2154 – Großaign – Neuaign – Staatsgrenze – (184 in Tschechien) |
| St 2143  | (St 2143 in Niederbayern) – Bezirksgrenze – – Poign – Weillohe – Bezirksgrenze – (St 2143 in Niederbayern) |
| St 2144  | (St 2144 in Niederbayern) – Bezirksgrenze – – Schierling – Walkenstetten – in Unterdeggenbach |
| St 2145  | St 2397 in Schwandorf – Kaspeltshub – Bleich – Nittenau – St 2149 – St 2150 – Asang – Gumping – Roßbach – St 2650 – Sulzbach – Maiertshof – Süssenbach – Siegenstein – St 2153 – Forstmühle – Ödgarten – Roidhof – Thiergarten – Heuweg – Oberlichtenwald – Unterlichtenwald – Dachsberg – Sulzbach an der Donau – St 2125 – Donaustauf – Barbing – St 2660 – Neutraubling – in Obertraubling |
| St 2146  | – Pfakofen – Aufhausen – Haidenkofen – St 2111 – Sünching – Riekofen – Pfatter – St 2125 – Wörth an der Donau – Rettenbach – Ruderszell – St 2153 – St 2148 – Falkenstein – Völling – St 2147 – Michelsneukirchen – St 2147 – Schorndorf – Knöbling – Radling – Scharlau – Janahof – / – Cham – Brennet – Willmering – Waffenbrunn – Weiher – Schnabelmühle – Balbersdorf – Katzbach – Geigant – Beckenhöhle – Prosdorf – St 2154 – Waldmünchen – Perlhütte – Staatsgrenze – (189 in Tschechien) |
| St 2147  | in Roding – St 2650 – Oberprombach – St 2146 – Michelsneukirchen – Bezirksgrenze – (St 2147 in Niederbayern) |
| St 2148  | St 2650 – Au – Schweinsberg – Mühlthal – Falkenstein – St 2146 – Woppmannszell – Eckerzell – Erpfenzell – Bezirksgrenze – (St 2148 in Niederbayern) |
| St 2149  | St 2235 in Kallmünz – Holzheim am Forst – Trischlberg – Buchenlohe – Diesenbach – Regenstauf – Kleinramspau – Heilinghausen – Hinterberg – Marienthal – Stefling – Hof am Regen – Untermainsbach – Obermainsbach – Nittenau – St 2145 – St 2150 – Treidling – Forsting – Kienleiten – Walderbach – Straßhof – |
| St 2150  | St 2400 in Hiltersried – Premeischl – Rötz – St 2151 – Alletsried – St 2040 – Neukirchen-Balbini – Goppoltsried – Mappach – Bruck in der Oberpfalz – Sulzmühl – Nittenau – St 2149 – St 2145 – Sankt Martin – Mauth – Seibersdorf – Kürn – Unterharm – Haslach – Thanhausen – Fußenberg – |
| St 2151  | – Freihöls – Wolfringmühle – Knölling – Dürnsricht – Kögl – Schwarzenfeld – St 2159 – Traunricht – Hohenirlach – Raffach – Sonnenried – Kemnath bei Fuhrn – Fuhrn – Luigendorf – Lengfeld – St 2398 – Neunburg vorm Wald – St 2040 – Rötz – St 2150 – Bernried – Schatzendorf – Wöhrhof – Kager – Buchermühle – Pemfling – Großbergerdorf (– Abzweig zur ) – Katzbach – Cham – St 2146 |
| St 2152  | St 2159 in Gaisthal – Aschahof – Schneeberg – St 2160 – Winklarn – St 2160 – |
| St 2153  | St 2145 – Bruckbach – Zinthof – Brennberg – Schwaig – Stadl – Gfäll – St 2146 |
| St 2154  | St 2172 in Hohenthan – Altglashütte – Flossenbürg – St 2395 – Waldkirch – Georgenberg – St 2396 – Leßlohe – Waidhaus – Pfrentsch – Zankeltrad – Eslarn – St 2155 – Gerstbräu – Schönsee – St 2159 – Weiding – Schönau – Tiefenbach – St 2400 – Treffelstein – Edlmühl – Spielberg – Kümmersmühle – Hocha – St 2400 – St 2146 – Waldmünchen – St 2146 – Lengau – Gleißenberg – Gschwand – Oberer Degelberg – Tradt – Rankam – Furth im Wald – St 2161 – St 2140 – Eschlkam – St 2140 – Stachesried – Neukirchen beim Heiligen Blut – Mais – Kolmstein – Engelshütt – St 2326 – St 2138 – Lam – Schrenkenthal – Untereggersberg – Lohberghütte – Lohberg – Altlohberghütte – Bezirksgrenze – (St 2154 in Niederbayern) |
| St 2155  | St 2160 in Moosbach – Ödbraunetsrieth – Putzenrieth – Eslarn – St 2154 – Tillyschanz – Staatsgrenze – (197 in Tschechien) |
| St 2156  | St 2151 in Schwarzenfeld – Grafenricht – Stulln – St 2040 – Nabburg – St 2040 – Unteraich – Trichenricht – in Teunz |
| St 2157  | – Pfreimd – St 2657 – Stein – Gnötzendorf – Atzenhof – in Tännesberg |
| St 2159  | – Traunricht – Pretzabrück – Altfalter – Schwarzach bei Nabburg – Willhof – St 2040 – Altendorf – Zangenstein – St 2040 – Fronhof – Siegelsdorf – Oberkonhof – Pertolzhofen – Höflarn – Niedermurach – Oberviechtach – St 2398 – St 2160 – Gaisthal – Rosenthal – Muggenthal – Schönsee – St 2154 – Dietersdorf – Stadlern – Schwarzach |
| St 2160  | – Gröbenstädt – Moosbach – St 2155 – Saubersrieth – Tröbes – Pullenried – Plechhammer – Pirkhof – St 2159 – Lind – Schneeberg – St 2152 – Winklarn – St 2152 – Haag – Irlach – St 2400 |
| St 2161  | St 2154 – Unterrappendorf – St 2140 |
| St 2162  | (St 2162 in Oberfranken) – Bezirksgrenze – Weidlwang – Nasnitz – Pferrach – Michelfeld – Auerbach in der Oberpfalz – Ranna – Bezirksgrenze – (St 2162 in Mittelfranken) |
| St 2164  | – Königstein – Fichtenhof – Steinbach – Holnstein – Röckenricht – Sulzbach-Rosenberg – Neuöd – Schwenderöd – Schwend – Brunn – Lauterhofen – St 2236 |
| St 2165  | in Amberg – Kümmersbrück – Leidersdorf – Ensdorf – Rieden – Siegenhofen – Vilshofen – Ettsdorf – Harschhof – St 2235 – Schmidmühlen – Emhof – Pettenhof – Vilshof – Dietldorf – St 2234 – Traidendorf – Kallmünz – St 2235 – St 2041 – Gessendorf – Weichseldorf – Heitzenhofen – St 2235 – Duggendorf – Pielenhofen – Penk – St 2660 |
| St 2166  | – Sigras – Kalchsreuth – Sigl – St 2120 – Axtheid-Berg – Freihung – Thansüß – Durnast – St 2966 – Neumühle – Mantel – Frauenricht – Weiden in der Oberpfalz – St 2657 – St 2666 – St 2396 – Waldau – St 2181 – |
| St 2167  | / – St 2170 – Pirk – Hohenwald – Tirschenreuth – St 2174 – Großkonreuth – Hiltershof – Poppenreuth – St 2172 – Staatsgrenze – (201 in Tschechien) |
| St 2168  | St 2665 in Kemnath – Höflas – St 2184 – Neustadt am Kulm – Speinshart – Tremmersdorf – Höfen – Eschenbach in der Oberpfalz – Thomasreuth – Runkenreuth – Großenreuth – in Grafenwöhr |
| St 2169  | (St 2169 in Oberfranken) – Bezirksgrenze – St 2170 – Groschlattengrün – Pechbrunn – Mitterteich – St 2176 – Kleinsterz – Wiesau – St 2170 – Kornthan – Voitenthan – St 2121 |
| St 2170  | St 2169 – Lengenfeld bei Groschlattengrün – St 2121 – Fuchsmühl – Tirschnitz – St 2169 – Wiesau – Schönhaid – St 2167 – Falkenberg – Konnersreuth – |
| St 2171  | St 2172 in Plößberg – St 2181 |
| St 2172  | – Mühlberg – Neustadt an der Waldnaab – St 2395 – Oberndorf – Püchersreuth – St 2181 – Plößberg – St 2171 – Ödschönlind – Hohenthan – St 2154 – Heimhof – St 2173 (– Abzweig zur St 2173 nach Bärnau) (– Abzweig zur St 2173) – Asch – Griesbach – Redenbach – St 2167 |
| St 2173  | – Lodermühl – Grün – Schwarzenbach – Heimhof – St 2172 – Bärnau – erster Abzweig der St 2172 – zweiter Abzweig der St 2172 – Staatsgrenze – (199 in Tschechien) |
| St 2174  | St 2175 in Platzermühle – Rothmühle – Wondreb – St 2167 |
| St 2175  | St 2176 in Konnersreuth – Waldsassen – Querenbach – Maiersreuth – Hardeck – Bad Neualbenreuth – Platzermühle – St 2174 – Altmugl – Mähring – St 2167 |
| St 2176  | (St 2176 in Oberfranken) – Bezirksgrenze – Konnersreuth – St 2175 – Rosenbühl (– Abzweig zur ) – St 2169 in Mitterteich |
| St 2177  | (St 2177 in Oberfranken) – Bezirksgrenze – Waldershof – Mengersreuth – St 2181 – Weihermühle – St 2181 – Zinst – St 2665 – Immenreuth – Bezirksgrenze – (St 2177 in Oberfranken) |
| St 2178  | (St 2178 in Oberfranken) – Bezirksgrenze – Münchenreuth – in Waldsassen |
| St 2181  | (St 2181 in Oberfranken) – Bezirksgrenze – Brand – St 2665 – Fuhrmannsreuth – Ebnath – Neusorg im Fichtelgebirge – St 2177 – Weihermühle – St 2177 – Trevesen – Trevesenhammer – Hopfau – Grötschenreuth – Erbendorf – St 2395 – Windischeschenbach – Streißenreuth – Geißenreuth – Wurmsgefäll – Wildenau – St 2172 – Ellenbach – St 2171 – Ziegelhütte – Floß – St 2395 – Kühbach – Grafenreuth – Frankenrieth – St 2396 – Lennesrieth – Waldthurn – Obertresenfeld – Altenstadt bei Vohenstrauß – St 2166 |
| St 2184  | (St 2184 in Oberfranken) – Bezirksgrenze – Lämmershof – St 2168 |
| St 2220  | (St 2220 in Mittelfranken) – Bezirksgrenze – Mörsdorf – Braunshof – Schöllnhof – St 2238 – Freystadt – St 2237 – Thannhausen – Wettenhofen – Rocksdorf – Greißelbach – Deining – St 2660 – Siegenhofen – Unterbuchfeld – Lengenfeld – Velburg – St 2251 – Steinmühle – St 2234 in Parsberg |
| St 2225  | (St 2225 in Mittelfranken) – Bezirksgrenze – Birkenlach – Bezirksgrenze – (St 2225 in Mittelfranken) |
| St 2230  | (St 2230 in Mittelfranken) – Bezirksgrenze – Töging – Dietfurt an der Altmühl – St 2234 – St 2394 – Mühlbach – Bezirksgrenze – (St 2230 in Niederbayern) |
| St 2233  | St 2660 in Hemau – Bezirksgrenze – (St 2233 in Niederbayern) |
| St 2234  | St 2230 in Dietfurt an der Altmühl – Breitenbrunn – St 2660 – Parsberg – St 2220 – Hammermühle – St 2251 – Großbissendorf – Hohenfels – Carolinenhütte – Rohrbach – St 2165 |
| St 2235  | in Kastl – St 2240 – Ransbach – Allersburg – Hohenburg – Adertshausen – Schmidmühlen – St 2165 – Eglsee – Untersdorf – Burglengenfeld – St 2397 – Fischbach – Kallmünz – St 2149 – St 2165 – St 2041 – Gessendorf – Weichseldorf – Heitzenhofen – St 2041 – Wischenhofen – Brunn – Hinterzhof – St 2394 in Laaber |
| St 2236  | (St 2236 in Mittelfranken) – Bezirksgrenze – – Gebertshofen – St 2164 – |
| St 2237  | (St 2237 in Mittelfranken) – Bezirksgrenze – Reckenstetten – Rohr – St 2238 – Freystadt – St 2238 – St 2220 – Sulzkirchen – Erasbach – in Wegscheid |
| St 2238  | (St 2238 in Mittelfranken) – Bezirksgrenze – Michelbach – St 2220 – St 2237 – Freystadt – St 2237 – Richthof – Röckersbühl – Berngau – – … – – Bernricht – Schwärzermühle – Mittelmühle – Hirschau – St 2123 – Kohlberg – Etzenricht – Fichtenbühl – |
| St 2240  | (St 2240 in Mittelfranken) – Bezirksgrenze – Gnadenberg – Oberölsbach – Meilenhofen – Berg bei Neumarkt in der Oberpfalz – Richtheim – Loderbach – Neumarkt in der Oberpfalz – Höhenberg – Frickenhofen – Unterwiesenacker – Bernla – Utzenhofen – Mühlhausen – St 2235 |
| St 2251  | – Wallnsdorf – Holnstein – Freihausen – Schnufenhofen – St 2660 – Seubersdorf – Eichenhofen – Hollerstetten – Altenveldorf – St 2220 – Velburg – St 2220 – Freudenricht – Hörmannsdorf – St 2234 |
| St 2326  | St 2154 in Engelshütt – Haibühl – St 2138 – Arrach – Eck – Bezirksgrenze – (St 2326 in Niederbayern) |
| St 2329  | in Köfering – Scheuer – St 2111 – Mangolding – St 2111 – Mintraching – in Geisling |
| St 2336  | St 2388 in Berching – Wirbertshofen – Fribertshofen – Bezirksgrenze – (St 2336 in Oberbayern) |
| St 2388  | (St 2388 in Mittelfranken) – Bezirksgrenze – Höfen – Burggriesbach – Rübling – Jettingsdorf – Berching – St 2336 – |
| St 2394  | St 2230 – Wildenstein – Predlfing – Erggertshofen – Gänsbügl – Einöd – Neukirchen – St 2660 – Rufenried – Beratzhausen – St 2041 – Laaber – St 2235 – Schrammlhof – St 2660 – Deuerling – Undorf – Eichhofen – Thumhausen – Schönhofen – Hardt – Alling – Unteralling – Bruckdorf – Sinzing – |
| St 2395  | St 2181 – Windischeschenbach – Menzlhof – Altenstadt an der Waldnaab – Neustadt an der Waldnaab – St 2172 – Störnstein – Würnreuth – Floß – St 2181 – Hardtheim – Plankenhammer – St 2154 in Flossenbürg |
| St 2396  | St 2166 – Albersrieth – Lennesrieth – St 2181 – Waldthurn – Neuenhammer – Galsterlohe – St 2154 in Georgenberg |
| St 2397  | Schwandorf – Burglengenfeld – Autobahnanschlussstelle Ponholz (Maxhütte-Haidhof) |
| St 2398  | St 2159 in Oberviechtach – Eigelsberg – Niesaß – Dieterskirchen – Bach – Warnthal – Oberaschau – Mitteraschau – St 2040 – Unteraschau – Neunburg vorm Wald – St 2151 – St 2040 – Pingarten – Erzhäuser – Bodenwöhr – in Mögendorf |
| St 2399  | St 2040 in Amberg – Raigering – Lintach – Freudenberg – Hainstetten – Mertenberg – Kemnath am Buchberg – Neunaigen – Unterköblitz – St 2657 in Wernberg |
| St 2400  | St 2154 in Tiefenbach – St 2160 – Stein – Hiltersried – St 2150 – Trosendorf – Schönthal – Ast – St 2146/St 2154 in Waldmünchen |
| St 2402  | – Postbauer-Heng – Seligenporten – Bezirksgrenze – (St 2402 in Mittelfranken) |
| St 2403  | (St 2403 in Oberfranken) – Bezirksgrenze – Mühldorf – Ligenz – Ranzenthal – Hagenohe – Altzirkendorf – |
| St 2657  | – Weiden in der Oberpfalz – St 2666 – St 2166 – Fichtenbühl – St 2238 – Rothenstadt – Unterwildenau – Luhe – Naabmühle – Diebrunn – Oberköblitz – Wernberg – St 2399 – St 2157 in Pfreimd |
| St 2660  | in Neumarkt in der Oberpfalz – Deining – St 2220 – Batzhausen – Seubersdorf in der Oberpfalz – St 2251 – Neuhausen – Daßwang – St 2234 – Willenhofen – Grünstaude – St 2394 – Hemau – St 2233 – Hohenschambach – Pittmannsdorf – Deuerling am Bach – Deuerling – St 2394 – Deuerling am Haslach – Deuerling am Bahnhof – Pollenried – (Behelfsanschluss) – – Etterzhausen – St 2165 – Mariaort – Niederwinzer – Pfaffenstein – Regensburg – Barbing – St 2145 – St 2145 – / |
| St 2665  | (St 2665 in Oberfranken) – Bezirksgrenze – Bernlohe – Neubrand – Brand – St 2181 – Frankenreuth – Hofstetten – Kulmain – St 2177 – Kemnath – St 2168 – Löschwitz – Kastl – Troglau – Grünbach – |
| St 2666  | / – Weiden in der Oberpfalz – St 2657 – St 2166 |
| St 2672  | St 2181 in Wildenau – St 2172 |
| St 2966  | – Markt Kaltenbrunn – St 2166 in Dürnast |